# یاروسلاو آنتونوف
یاروسلاو آنتونوف (روسی: Ярослав Викторович Антонов؛ زادهٔ ۱۰ ژانویه ۱۹۶۳) بازیکن سابق و مربی فعلی والیبال اهل روسیه است. آنتونوف با تیم ملی روسیه در المپیک ۱۹۸۸ به مدال نقره دست یافت.